# 刑法
刑法（）とは、犯罪とそれに対する刑罰の関係を規定する法である。
「刑法」という語は前記のような意味（実質的意義）で用いられるほか、そのような内容を定めた法典（刑法典）の題名としても用いられる（形式的意義における刑法）。刑法典は、一般的な犯罪に関わるものとして「普通刑法」ないし「一般刑法」ともよばれる。実質的意義における刑法は、刑法典の内容に限らず、犯罪の成立要件とその犯罪に対して科せられる法律効果としての刑罰の内容を規定した国家的法規範の全てを指し、また、刑罰を補充する制度である保安処分に関する法をも含むこともある。

## 刑法の法的性質
刑法は、犯罪と刑罰の内容を定め、国の刑罰権が発生する条件を明らかにするものとして、実体法に分類される。これに対し、刑法に規定された犯罪が行われたときに、実際にどのように捜査・裁判（公判）を遂行すべきかを規定するのは、主に刑事訴訟法である。さらに、実際に刑罰を執行する方法について定めるのは、犯罪者処遇法（行刑法）である。これらの法分野を総称して「刑事法」というが、刑法は刑事法の中心的な法として位置づけられる。
また、法体系を公法と私法に二分した場合、日本においては公法に属するものと解されている。

## 刑法の法源

### 成文法
成文法主義のドイツやフランス等の大陸法の国、及びそれらの国から法を継受した国だけでなく、不文法主義の英米法の国においても、「刑法」（英: penal code、独: Strafgesetzbuch、仏: code pénal）あるいは「犯罪法」（英: criminal code）という名の法典（刑法典）が刑法の中心的な法源である。日本では、「刑法（明治40年4月24日法律第45号）」がそれにあたる。アメリカでは各州にそれぞれ独自の刑法典が存在する。
また、刑法典の他にも各種の単行法において犯罪となる行為とそれに対する罰則が定められていた場合、これらの法律も刑法の法源である。実質的意義における刑法のうち刑法典を除いた刑罰法規を「特別刑法」と呼ぶ。
刑法が法典化されていない数少ない国のひとつであるイギリスにおいても、殺人法（英: homicide act）や盗法（theft act）といった単行法が制定されており、これらが刑法の法源となる。

### 不文法
大陸法の国においては、刑法は必ず議会によって制定された法律によって定められなければならず、成文化されていない慣習は刑法の法源として認められない（慣習刑法排除の原則）。他方、英米法の国では、判例によって形成されるコモン・ローも刑法の法源として認められる。

## 刑法の種類

### 刑事刑法
当然に反社会的で処罰に値すると考えられる行為（自然犯）の処罰に関する刑罰法規を刑事刑法（ないし司法刑法）という。日本の法律では、刑法典のほか、爆発物取締罰則や暴力行為等処罰ニ関スル法律等が刑事刑法に属する。

### 行政刑法
行政上の目的を達するため、行政法規に反する行為（行政犯）の処罰に関する刑罰法規を行政刑法という。行政刑法は、刑事刑法と比べて倫理的要素が弱く、合目的要素が強い。租税刑法や経済刑法など行政的規制の全ての分野に及ぶため、その内容も広範囲にわたる。

## 刑法の機能
規制的機能
行為に対する規範的評価を明らかにする機能を規制的機能という。ここには、一定の行為を犯罪と規定することで、これに対する否定的評価を明らかにする機能（評価的機能）と、犯罪行為に対する制裁（刑罰）を規定することにより、一般の人々を犯罪から遠ざける機能（意思決定機能）を含む。
保護的機能（法益保護機能）
一定の法益（法により保護されるべき利益）に対する侵害行為に対して制裁を加えることで、法益を保護し、社会生活における秩序を維持する機能を保護的機能という。秩序維持機能ともいう。
保障的機能（人権保障機能）
刑法は、一定の行為を犯罪と規定し、これに対する刑罰が予め明示しており、一般市民は犯罪を犯さない限り刑罰を科されることはなく、また、犯罪者はその範囲内でのみ処罰される。このように、国家の刑罰権の行使を制限することで、一般市民及び犯罪を犯した者の自由を保障する機能を保障的機能という。ここから、刑法は「善良な市民のマグナ・カルタ」であると同時に「犯罪人のマグナ・カルタ」であるといわれる。「マグナ・カルタ的機能」ともいう。